# Вигиланты

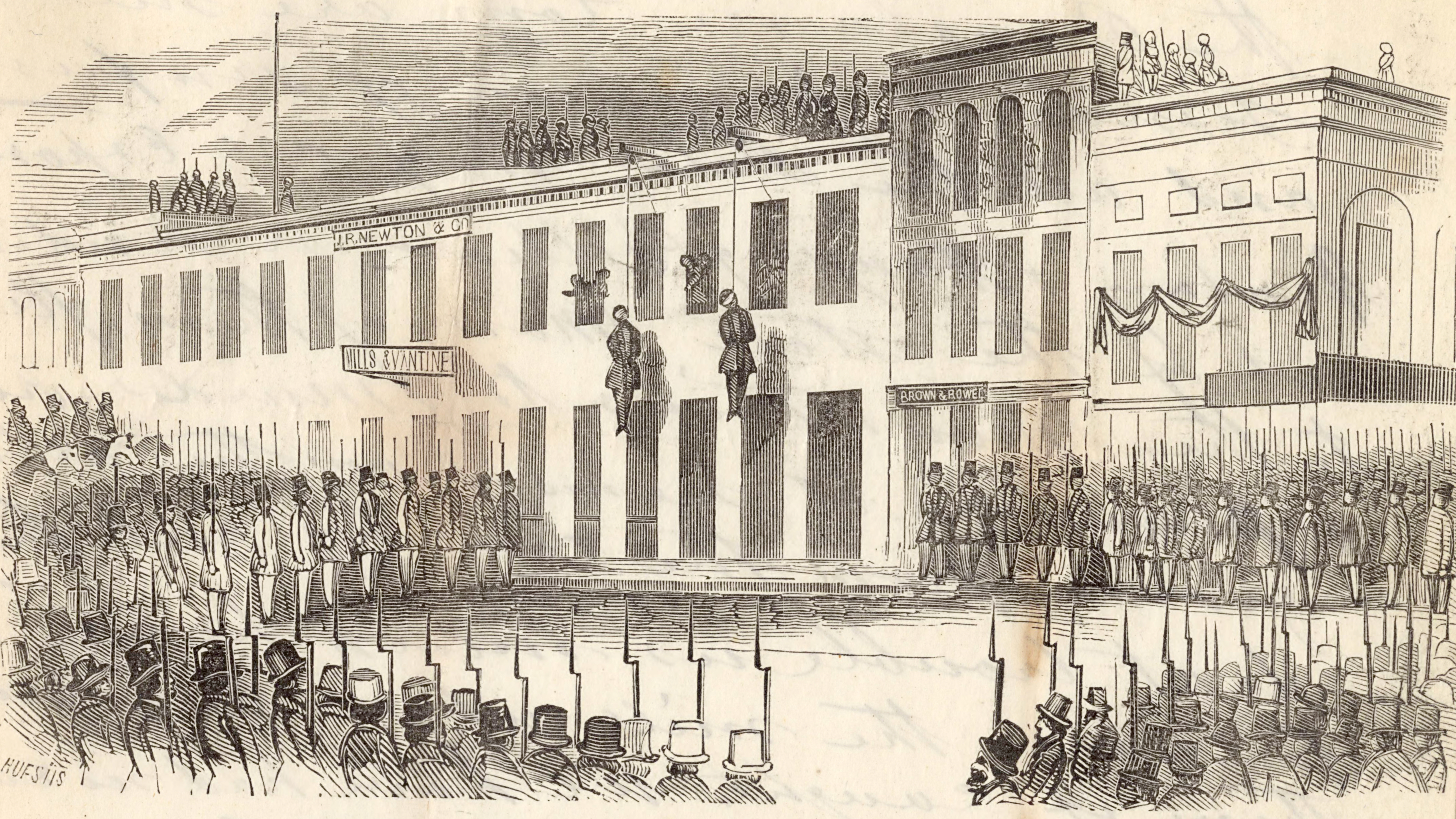
Суд Линча, организованный в 1856 г. Комитетом вигилантов Сан-Франциско

Вигиланты (исп. vigilante «часовой, охранник», от лат. vigil «бдящий, бодрствующий») — персоны или группы, целью которых является преследование (в обход правовых процедур) лиц, обвиняемых в настоящих или вымышленных проступках и не получивших заслуженного наказания. Хотя их жертвами нередко становятся настоящие преступники, вигиланты могут иметь собственные представления о том, что называть преступлением. Группы и отдельные граждане, помогающие властям в преследовании преступников, не считаются вигилантами, если они не устраивают самосуд. В противном случае вигиланты сами становятся преступниками в глазах закона.
Вигиланты считают, что официальное правосудие неэффективно, вследствие чего объединяются для того, чтобы противостоять криминальным элементам своими силами. В отдельных случаях вигилантами становятся одиночки, разочаровавшиеся как в законе, так и в окружающем их обществе. Иногда жертвами вигилантов становятся представители властей, обвиняемые в коррупции и стоящие над законом. Акции вигилантов не всегда являются насильственными и могут сводиться к оскорблениям на словах или действием, а также к вандализму в отношении имущества их жертв.

## Вигиланты в истории
Этика вигилантов была известна задолго до появления термина вигиланты. Известные параллели можно усматривать в древности и в старинных обычаях кровной мести или вендетты. Накануне образования современных централизованных государств, целиком взявших отправление правосудия на себя, существовал также обычай дуэли. Социологи проводят также параллели между поведением вигилантов и восстанием или цареубийством. В средневековой Европе действительно существовали тайные судебные организации, например, фемический суд. Признаки вигилантизма в Западной Европе также можно проследить в охоте на ведьм и деятельности охотников за головами. В западной культуре типичным образом вигиланта является Робин Гуд.
В Северной Америке организации вигилантов создавались ещё до Войны за независимость, но термин вигиланты применяется прежде всего к тем организациям, которые сами называли себя вигилантами и появились в XIX в. На западе США были распространены вигилантские комитеты, содействовавшие поддержанию законности и порядка, например, Bald Knobbers. Тем не менее, для поддержания порядка и законности могли использоваться насильственные методы. В частности, широко практиковались суды Линча. Существовали также и иные вигилантские организации: Ку-клукс-клан и группы, связанные с Подземной железной дорогой. Вигилантские организации продолжали образовываться и в 1990-х годах. Ввиду невозможности обеспечения безопасности во время беспорядков в Лос-Анджесе в 1992 году, полиция оставила Корейский квартал и жителей за пределами оборонительного периметра. Корейской общине пришлось организовывать оборону своего квартала самостоятельно. Жители расположились на крышах с огнестрельным оружием, за что позже были прозваны прессой «корейцами на крышах».
В XX в. вигилантские организации образуются в Германии (Фрайкор), Финляндии (Охранный корпус Финляндии), Центральной Америке (Эскадроны смерти), Африке (Парни Бакасси), Великобритании (Ирландская республиканская армия), США (Общество охраны морской фауны).
В 2013 году, ввиду бездействия правоохранительных органов перед деятельностью картеля «тамплиеров» в Мексике были образованы вооружённые отряды самообороны, объявившие войну организованной преступности. После освобождения ряда городов штата Мичоакан из-под власти картелей, организация начала сотрудничество с федеральными властями.

## Вигилантизм в современной России
К вигилантским движениям в современной России относят такие движения, как «Лев против», «СтопХам», «Хрюши против» и «Антидилер». Они реагировали на нарушения общественного порядка (нарушение правил парковки и правил дорожного движения, хранения продуктов, распитие алкоголя в общественных местах, наркоторговля) с применением таких методов, как наклеивание стикеров на автомобили нарушителей, применение насилия (использование газовых баллончиков), изъятие и уничтожение алкоголя и сигарет, а также посрамление путём видеосъемки нарушений и опубликованию этих роликов на Youtube.
В 2016 году в подмосковном городе Химки появился свой мститель в маске под прозвищем Жнец, который стал бороться с организованными преступными сообществами и наркомафией .
СМИ окрестили его Химкинским Бэтменом. Им оказался Бекхан Юнусов, покинувший ряды правоохранительных органов в связи с заказным делом вышестоящих должностных лиц, направленным против него. За год до его деятельности в качестве вигиланта на него было совершено покушение с целью убийства, поскольку он боролся с коррупцией. Жнецу удалось уничтожить несколько нарколабораторий, привлечь к уголовной ответственности около 40 торговцев наркотиками. Он договаривался с драгдилерами о покупке наркотиков, приезжал на место в своем костюме, задерживал злоумышленников и передавал их в руки правоохранителей. Однако в 2018 году он был опознан и привлечен к уголовной ответственности. Жнец получил 4 года колонии. Дело получило резонансную огласку в СМИ.

## Вигилантизм в Интернете
Понятие «цифровой вигилантизм» (digital vigilantism) или «интернет-виджилантизм» (Internet vigilantism) означает внеправовое воздействие с использованием Интернета на лиц, действия которых другим пользователем Интернета представляются недопустимыми. Воздействие чаще всего заключается в «деанонимизации» (доксинг), то есть выкладывании в Интернете данных о личности преследуемого, включая, зачастую, данные о его месте жительства, месте работы и т. п. Такое явление может рассматриваться как положительно, так и резко отрицательно. Например, «цифровое посрамление» (online shaming) в Сингапуре рассматривается как возможность саморегулирования общества, способ сдерживания девиантного поведения. С другой стороны, такие действия могут рассматриваться как нарушение права на неприкосновенность частной жизни.